# Yasmin Aga Khan
Yasmin Aga Khan hercegnő (Lausanne, 1949. december 28. –) amerikai filantróp. Édesanyja a spanyol, angol és ír felmenőkkel bíró színésznő Rita Hayworth, édesapja Aly Khan pakisztáni herceg, a Kádzsár-dinasztia tagja, akinek az édesanyja olasz volt, de iráni felmenőkkel is rendelkezett. Szülei akkor ismerkedtek meg, mikor Khan herceg Amerikában dolgozott Pakisztán képviselőjeként.
Az 1986-os Bambi-díj egyik kitüntetettje.
A Nemzetközi Alzheimer Társaság elnöke.